# Attalos II
Attalos II Filadelfos (stgr.  Ἄτταλος Β΄ Φιλάδελφος, ur. 220 p.n.e., zm. 138 p.n.e.) – król (basileus) Pergamonu panujący od 159 p.n.e., z dynastii Attalidów, syn Attalosa I Sotera, brat Eumenesa II Filadelfosa Sotera.

## Żołnierz i dyplomata
Zanim został królem, lojalnie służył swemu bratu jako dyplomata i żołnierz. Dwukrotnie nie uległ pokusie objęcia władzy: pierwszy raz, kiedy rozeszła się pogłoska o śmierci Eumenesa po zamachu na niego pod Delfami w 172 p.n.e. (Attalos przywdział wówczas diadem królewski, poślubił nawet bratową, ale kiedy rzecz się wyjaśniła bez wahania zwrócił tron i żonę); drugi raz, kiedy posłował do Rzymu (ok. 168 p.n.e.) w imieniu brata, który wówczas nie cieszył się już łaskami Rzymian: „...nie uległ namowom przyjaciół rzymskich i w czasie swego wystąpienia w senacie zupełnym milczeniem pominął wystąpienie przeciwko królowi i kwestię podziału królestwa ... i z Rzymu się oddalił nie spełniwszy zupełnie oczekiwań senatu" (Polibiusz „Dzieje”). W latach 197–167 p.n.e. dowodził wojskami pergamońskimi w kolejnych kampaniach wojennych przeciwko syryjskiemu władcy Antiochowi III Wielkiemu, Macedonii, Bitynii i Pontowi, m.in. w 190 p.n.e. dowodził siłami Pergamonu, które odparły najazd Seleucydów, a w roku 171 p.n.e. dowodził armią pergamońską wspierającą Rzymian w walce z Macedonią podczas trzeciej wojnie macedońskiej.

## Władca
Objął tron w wieku 60 lat. Kiedy zasiadł na tronie, poślubił żonę swego zmarłego brata – Stratonike z Kapadocji, i adoptował ich syna, swojego bratanka Attalosa (późniejszego Attalosa III). W polityce zagranicznej doprowadził swoją ostrożną polityką do tego, że Pergamon powrócił do łask Rzymu po okresie chłodniejszych stosunków z końcowego okresu panowania Eumenesa II. W 156–154 p.n.e., dzięki pomocy Rzymu, stoczył szczęśliwie zakończoną wojnę z królem Bitynii, Prusjaszem II. W celu osłabienia Syrii wysunął przeciw Demetriuszowi I Soterowi awanturnika, rzekomego syna Antiocha IV Epifanesa imieniem Balas. Również senat rzymski w 153 p.n.e. zgodził się poprzeć jego roszczenia. Wojska Pergamonu, Kapadocji i Egiptu wtargnęły do Syrii, obalając Demetriusza Sotera w 150 p.n.e., którego tron objął uzurpator.

## Mecenas nauk i sztuk
Attalos II, podobnie jak inni Attalidzi, był protektorem nauk i sztuk. Zachował się na wschodnim brzegu agory ateńskiej, zrekonstruowany przez amerykańskich archeologów, dwukondygnacyjny portyk (stoa) Attalosa o wymiarach 120 na 20 metrów (współcześnie mieszczący Muzeum Agory). Attalos II był również założycielem miast w Azji Mniejszej: Filadelfii w Lidii i Attalei w Pamfilii.